# Argentière
Koordinaten: 45° 59′ N, 6° 56′ O

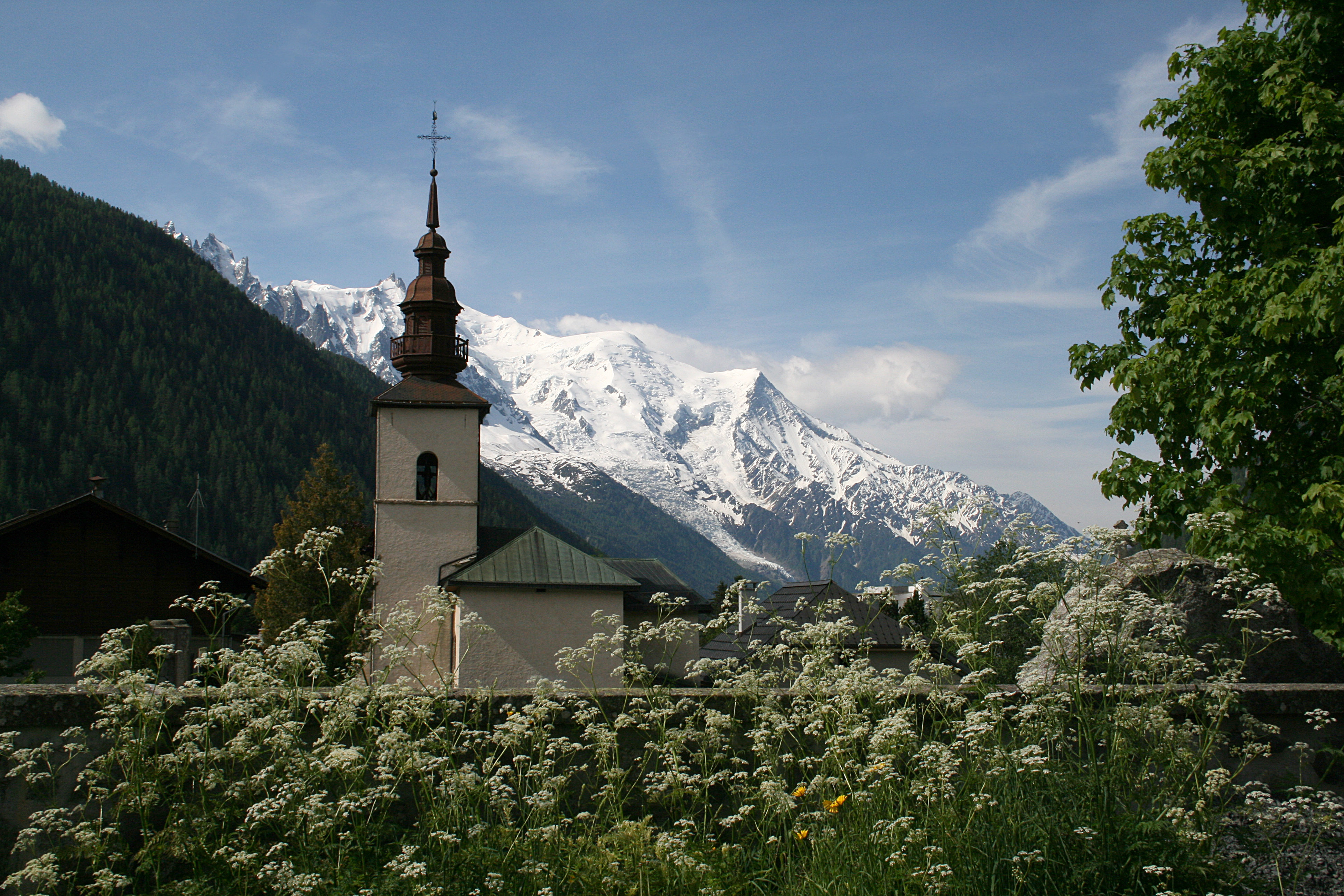
Die Nachbarschaft der Kirche und Mont Blanc.

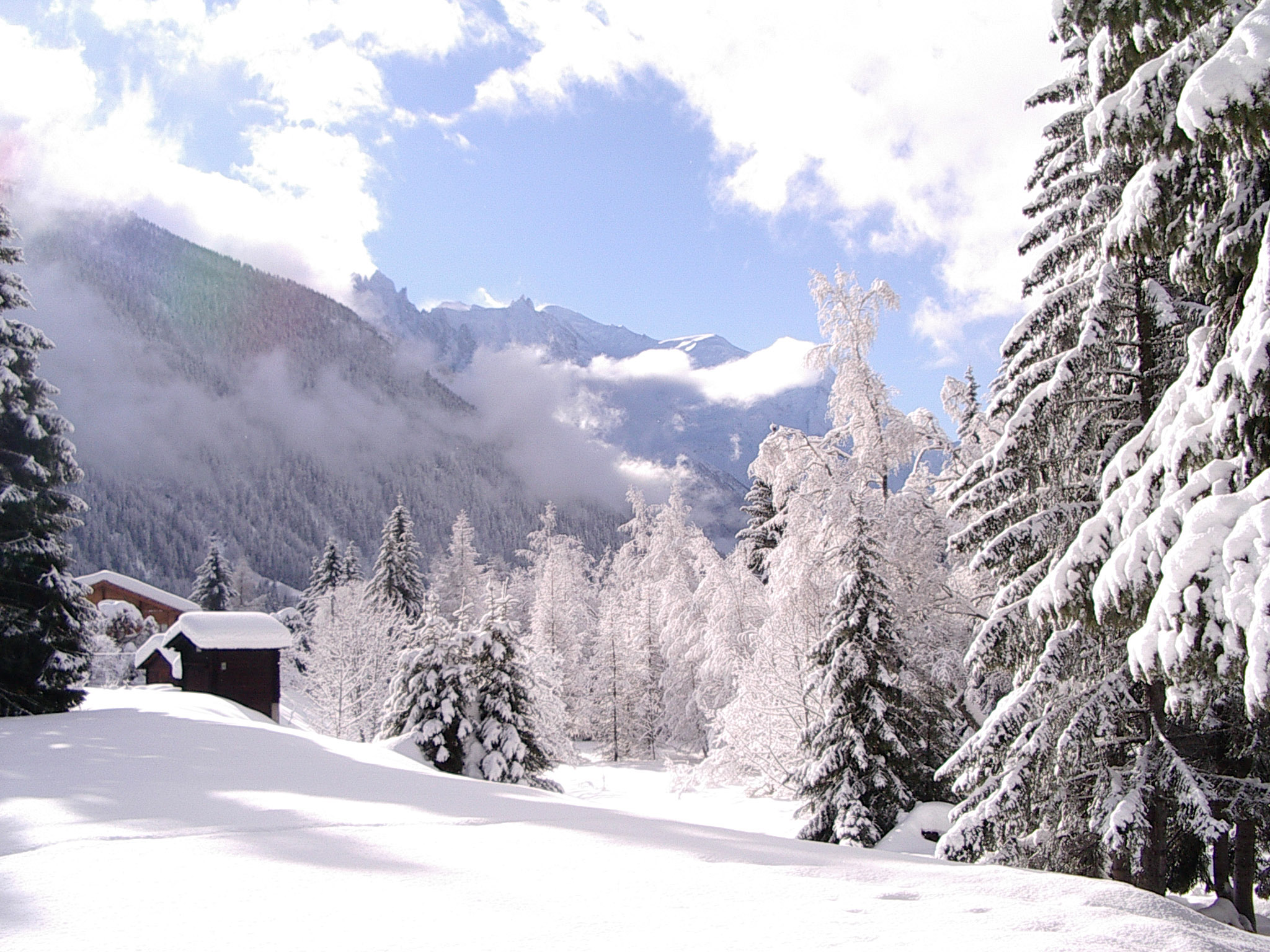
Argentière

Argentière ist ein französisches Bergsteiger- und Skidorf im Département Haute-Savoie in den Französischen Alpen in der Region Auvergne-Rhône-Alpes. Es liegt auf einer Höhe von etwa 1200 Metern, 10 Kilometer nördlich von Chamonix am Fuß der Aiguille Verte (4122 Meter) und gehört politisch zur Gemeinde Chamonix-Mont-Blanc.
Bekannt ist Argentière durch sein vielseitiges Skigebiet an den vergletscherten Grands Montets, auch Argentière-Gletscher genannt (3295 Meter), auf die über zwei Sektionen eine Pendelbahn (Mittelstation Lognan, 1973 Meter) führt.
Daneben gibt es noch eine Reihe weiterer Liftanlagen (Gondelbahn, mehrere Sessellifte, Schlepplifte). Das Skigebiet der Grands Montets ist vor allem durch seine langen und anspruchsvollen Abfahrten sowie der zahlreichen, teilweise sehr schwierigen Off-piste-Varianten (die bekannteste davon ist der Pas de Chevre) bei ambitionierten Skifahrern, Freeridern und Snowboardern beliebt. Anfang Mai findet jedes Jahr zu Saisonschluss ein Freeride-Festival statt.